# Demi-glace
Demi-glace (franska: [dəmi ɡlas], "halvglasyr" eller "halv-glaze"), är en mustig sås från det franska köket som kan används för sig själv eller som bas för andra såser. Traditionellt görs den genom att en del mörk buljong blandas med en del espagnolesås (brun grundsås) och sedan reduceras till hälften. I icke-traditionella recept kan demi-glace hänsyfta till en tjock mörk buljong som har reducerats till hälften, utan någon espagnolesås.
I en traditionell demi-glace används mörk kalvbuljong för att blanda med espagnolesås. Varianter där nöt- eller kycklingbuljong användes istället för kalvbuljong kallas 'nötdemi-glace' (franska: demi-glace de bœuf) eller 'kycklingdemi-glace' (franska: demi-glace de poulet).
Att göra traditionell demi-glace är tidskrävande. Man börjar med den mörka buljongen genom att rosta ben av kalv (alternativt nöt eller kyckling)  i ugnen tills de har blivit karameliserade. I en stekpanna fräses mirepoix tills de har fått färg och avslutas med lite tomatpuré. Allt hälls i en kastrull och täcks med vatten och kokas med en bouquet garni på låg värme i cirka 8 timmar. I slutet silas benen, grönsakerna och bouquet garnin bort.

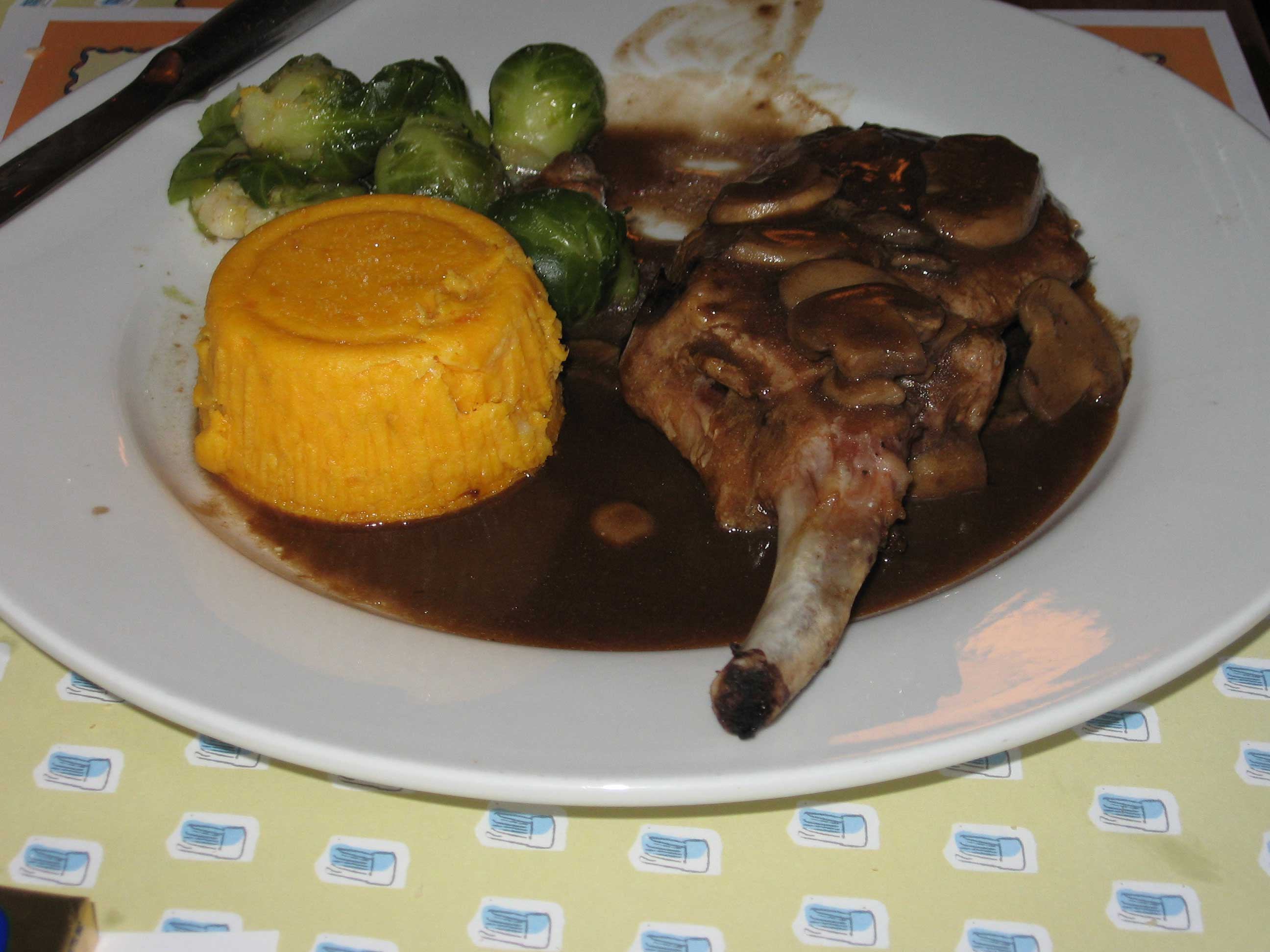
Fläskkotlett, sötpotatispuré, brysselkål och demi-glace.

När buljongen är klar är det dags att börja med espagnolesåsen. I en kastrull gör man en mörk roux (bottenredning) genom att steka mjöl med lika delar smör tills det har fått en gyllene färg. Sedan blandar man hälften av buljongen med redningen, lite åt gången och låter det koka på låg värme. I en stekpanna svettar man mirepoix i lite smör tills de har mjuknat och avslutar med lite tomatpuré. Blandningen och en bouquet garni adderas till den redda buljongen som får sedan reduceras. När en tredjedel av vätskan har försvunnit är såsen klar. Den silas av och bara själva vätskan behölls. Sedan gör man demi-glace genom att blanda en del espagnolesås med en del buljong och låter det reduceras till hälften.
I de icke-traditionella recepten för demi-glace där espagnolesåsen utesluts gör man en mörk kalvbuljong, som beskrivet ovan, och sedan låter man den reduceras ner till hälften. Så får man en tjock buljong som är geléaktig när den är kall.
När en buljong reduceras så kraftigt att den blir tjock och trögflytande kallas den glace ("glasyr" eller "glaze") på köksfranska. Medan en demi-glace reduceras till hälften, reduceras en glace till cirka en femtedel. Ett exempel på glace är glace de viande ("köttglasyr" eller "kött-glaze") som exempelvis penslas på biffar som smaksättning. Demi-glace är cirka hälften så tjock som glace, där av namnet demi-glace ("halvglasyr").